# Glamočani (Laktaši)
Pour les articles homonymes, voir Glamočani.
Glamočani (en serbe cyrillique : Гламочани) est une localité de Bosnie-Herzégovine. Elle est située dans la municipalité de Laktaši et dans la république serbe de Bosnie. Selon les premiers résultats du recensement bosnien de 2013, elle compte 2 027 habitants.

## Démographie

### Évolution historique de la population dans la localité
| 1948 | 1953 | 1961 | 1971 | 1981  | 1991  | 2013  |
| ---- | ---- | ---- | ---- | ----- | ----- | ----- |
| -    | -    | 835  | 994  | 1 101 | 1 612 | 2 027 |

|  |